# بيني موريس
بيني موريس (Benny Morris בני מוריס) هو مؤرخ إسرائيلي ولد سنة 1948 ينتمي إلى تيار المؤرخين الجدد الذين قامو بإعداة كتابة التاريخ الإسرائيلي الحديث ويعتبر موريس من أكثر الشخصيات المؤثرة في هذا الوسط.

## النشأة
هاجر والداه إلى فلسطين سنة 1947 ومانا ينتميان إلى هاشومر هاتزير واستقرا في كيبوتس عين هاهورتش في جنوب حيفا حيث ولد بيني موريس.
قام والداه بتأسيس كيبوتس ياسور على أرض قرية فلسطينية تم ترحيل أهلها، واستقرا سنة 1949 بالقدس.
تم تعيين والده ديبلوماسيا في نيو يورك سنة 1957 واستقر فيها مع عائلته مدة اربع سنوات ثم قضى فيها سنتين في 1963.
عند انهائه للمرحلة الثانوية التحق بالجيش لأداء خدمته العسكرية وانضم إلى وحدة المظليين. انهى تجنيده قبل بدأ حرب سنة 1967 بقليل وتم إرسال وحدته إلى الجولان ولكنها لم تشارك في عمليات القتال.
درس التاريخ في الجامعة العبرية في القدس وحضر دكتوراه في العلاقات الإنجليزية الألمانية في جامعة كامبردج.
عند عودته إلى القدس عمل لمدة اثنا عشر سنة جوروسالم بوست. في خلال لعمله في جريدة أطلع على أرشيف الحكومة الإسرائيلية. اهتم أولا بوحدة البلماح ولكن تم سحب ترخيص الوصول إلى الأرشيف فاهتم عندها بموضوع الهجرة الفلسطينية خلال حرب 1948. بعد عدة أبحاث أصدر أول مؤلفاته نشوء مشكلة اللاجئين الفلسطينين (The Birth of the Palestinian Refugee Problem) وذلك عن طريق المنشورات الجامعية لجامعة كامبردج وجعله هذا الكتاب مشهورا وأصف بأنه أدق ما نشر عن الموضوع.
في سنة 1988 زاد صيته لرفضه الالتحاق بالاحتياطين الإسرائيلين في الأراضي الفلسطينية المحتلة فحبس لمدة ثلاثة أسابيع وأصبح الرافض الإسرائيلي (روفزنيك) رقم 39. كان قد شارك قبل ذلك مرغما في حرب لبنان 1982 كما شارك مع الجيش في الأراضي الفلسطينية سنة 1986 قبل بدأ الانتفاضة الفلسطينية الأولى.
عند خروجه من السجن قام بإطلاق لفظ «المؤرخون الجدد» على المؤرخين الذين قاموا بإعادة كتابة التاريخ الإسرائيلي كايلان بابي وافي شلايم.
في سنة 1990 تم شراء صحيفة الجيروزليم بوست من قبل كونراد بلاك وغيرت من أسلوب كتابتها لتصبح الناطق الرسمي لحزب الليكود الإسرائيلي وتم طرد 35 صحفي اعتبر «صحفيو اليسار» وكان بيني من بينهم.

## إصداراته
بين 1990 و 1995 عاش حالت عدم استقرار مهني وعمل كمؤرخ يعمل لحسابه وأصدر كتبا جديدة لربح عيشه:
- 1948 and After: Israel and the Palestinians (1990),
- 1948: تاريخ الحرب العربية الإسرائيلية الأولى (2008)
- حروب إسرائيل السرية (1991)
- جذور التهدئة (1992)
- حروب إسرائيل الحدودية (1993)

كما ترجم أحد أهم كتبه إلى العربية مولد مشكلة اللاجئين الفلسطينيين الذي جاء بعد حصوله على وثائق هامة تتعلق بأحداث حرب العام 1948. قرر في تلك الفترة الهجرة إلى الولايات المتحدة ولكن قام عيزر وايزمان رئيس إسرائيل في تلك الفترة باستدعائه وأخبره بأنه سبضمن له منصبا جامعيا وعين بروفسورا في قسم دراسات الشرق الأوسط في جامعة بن جورين بالنقب.
في 2005 درس في جامعة ماريلاند في الولايات المتحدة الأمريكية.

## تصريح 2004
صرح بيني مورس في مقابلة أجرتها صحيفة هآرتس في 9/1/2004 بأن بن غوريون ارتكب خطأ استراتيجياً كبيراً بعدم إتمام مهمة الترانسفير في عام 1948، كما أنه يرى استحالة إقامة دولة إسرائيل النقية دون طرد العرب «في الخط الأخضر» من مدنهم وقراهم ويضيف بأن إقامة «الدولة اليهودية» هي مهمة «أخلاقية»، يعتبر كذلك بيني موريس العرب والمسلمين «بربريون».. وحياة الفرد في الإسلام ليست ذات قيمة كما هي في الغرب!. يعتبر هذا التصريح انقلابا لبابيه على ماضيه وعلى كتاباته السابقة.

## مصدر
1. ↑  Česko-Slovenská filmová databáze | Benny Morris (بالتشيكية), 2001, QID:Q3561957
2. ↑  Česko-Slovenská filmová databáze (بالتشيكية), 2001, QID:Q3561957
3. ↑  Nassar, Issam. 2005. Review of: The Birth of the Palestinian Refugee Problem by Benny Morris. Political Science Quarterly 120 (1): 176-177
4. ↑  بين بابيه.. وعو وبني موريس.. ومفهوم اليسار الإسرائيلي جريدة الشرق القطرية نسخة محفوظة 11 أكتوبر 2007 على موقع واي باك مشين.